# کاتسوایلر
کاتسوایلر (به آلمانی: Katzweiler) یک شهر در آلمان است که در کایزرسلاوترن واقع شده‌است. کاتسوایلر ۱٬۷۵۴ نفر جمعیت دارد.